# Coregonus nelsonii
Coregonus nelsonii — вид лососевих риб роду сиг (Coregonus).

## Поширення
Вид поширений на Алясці та на північному заході Канади. Мешкає в малих і великих річках і зрідка в озерах. Поширений в річці Юкон, озері Пакссон, річці Коппер і її притоках; населяє річку Андерсон і дельту річки Маккензі.

## Опис
Максимальна довжина, зафіксована для цього виду, становить 56,0 см. Має добре розвинений жировий плавець. Кількість хребців — 60-63.

## Спосіб життя
Харчується комахами та їхніми личинками.